# Emiko Ueno
Emiko Ueno (jap. 植野 恵美子, Ueno Emiko; * 3. September 1957 in Neyagawa) ist eine ehemalige Badmintonspielerin aus Japan.

## Karriere
Emiko Ueno gewann 1975 den japanischen Meistertitel im Damendoppel mit Etsuko Takenaka. 1976 konnten beide diesen Doppeltitel verteidigen. 1977 war das erfolgreichste Jahr für Ueno. Bei der ersten Badminton-Weltmeisterschaft gewann sie den Titel im Doppel mit Etsuko Takenaka-Toganoo, nachdem beide zuvor schon bei den All England erfolgreich waren.
Im gleichen Jahr erkämpfte sich das Doppel bei den Asienspielen die ersten internationalen Lorbeeren, als es Gold gewann. In der Saison 1969/1970 siegten sie ebenfalls bei den Denmark Open und wurden Dritte bei den All England. 1971 wurden sie in London ebenfalls Dritte. Den dortigen Titel konnten sie dann letztlich 1972 gewinnen und 1973 verteidigen. 1972 trugen beide wesentlich zum japanischen Gewinn im Uber Cup bei, während es 1975 nur noch zu Platz 2 reichte. Mit dem japanischen Uber-Cup-Team gewann sie die Weltmeisterschaft für Damenmannschaften 1978.

## Erfolge
| Saison | Veranstaltung            | Disziplin   | Platz | Name                        |
| ------ | ------------------------ | ----------- | ----- | --------------------------- |
| 1975   | Japanische Meisterschaft | Damendoppel | 1     | Etsuko Toganoo / Emiko Ueno |
| 1976   | Japanische Meisterschaft | Damendoppel | 1     | Etsuko Toganoo / Emiko Ueno |
| 1977   | Weltmeisterschaft        | Damendoppel | 1     | Etsuko Toganoo / Emiko Ueno |
| 1977   | All England              | Damendoppel | 1     | Etsuko Toganoo / Emiko Ueno |
| 1978   | Uber Cup                 | Team        | 1     | Japan                       |

## Referenzen
- https://web.archive.org/web/20110725114418/http://www17.ocn.ne.jp/~sakurasc/newpage5.html

| Personendaten    | Personendaten                 |
| ---------------- | ----------------------------- |
| NAME             | Ueno, Emiko                   |
| ALTERNATIVNAMEN  | 植野 恵美子 (japanisch)       |
| KURZBESCHREIBUNG | japanische Badmintonspielerin |
| GEBURTSDATUM     | 3. September 1957             |
| GEBURTSORT       | Neyagawa                      |